# Чупе
Чу́пе — це загальний термін, який використовується в Південній Америці для різних рагу, які зазвичай готують із куркою, червоним м'ясом, бараниною або яловичиною трипа та іншими субпродуктами, або з рибою, креветками, раками або молюсками, такими як локо, та овочами, картоплею або маніоком.
Чупе де камаронес (готується з раками), як правило, популярне серед південного прибережного регіону Перу (походить з Арекіпи). Хоча оригінальний рецепт потребує раків, креветки стали ширше вживатися в їжу, оскільки свіжі або заморожені креветки стають все більш поширеними. Приготування складається з варіння картоплі та цибулі на вершковому маслі, а потім додавання різних спецій, наприклад, порошку чилі. Потім додають воду, помідори, а іноді й курячий бульйон. Перед подачею бульйону його змішують із молоком або вершками.
Чупе є типовим для південноамериканської кухні, але більш конкретно для кухонь Болівії, Чилі та Перу. У місті Арекіпа в Перу є традиційна послідовність чупе, яке подають у певні дні тижня. Щоп'ятниці чупе без м'яса через релігійні традиції країни. 